# Yonis Farah
Yonis Abdirizak Farah (in lingua somala: Yonis Cabdirisaaq Faarax; Londra, 4 settembre 1999) è un calciatore somalo con cittadinanza britannica, difensore del Mitrovica.

## Biografia
È figlio dell'allenatore Abdirizak Farah e cugino del maratoneta Mo Farah.

## Caratteristiche tecniche
È un terzino sinistro che può giocare anche sulla linea dei centrocampista.

## Carriera

### Club
È cresciuto nel settore giovanile del Southend Utd, da cui è rimasto svincolato nel 2018.
Nell'aprile 2019 si è unito ai norvegesi del Trysil.

### Nazionale
Il 5 settembre 2019 ha esordito con la nazionale somala disputando l'incontro di qualificazione per il Campionato mondiale di calcio 2022 vinto 1-0 contro lo Zimbabwe.

## Statistiche
Statistiche aggiornate al 22 gennaio 2020.

### Cronologia presenze e reti in nazionale
| Cronologia completa delle presenze e delle reti in nazionale ― Somalia | Cronologia completa delle presenze e delle reti in nazionale ― Somalia | Cronologia completa delle presenze e delle reti in nazionale ― Somalia | Cronologia completa delle presenze e delle reti in nazionale ― Somalia | Cronologia completa delle presenze e delle reti in nazionale ― Somalia | Cronologia completa delle presenze e delle reti in nazionale ― Somalia | Cronologia completa delle presenze e delle reti in nazionale ― Somalia | Cronologia completa delle presenze e delle reti in nazionale ― Somalia |
| Data                                                                   | Città                                                                  | In casa                                                                | Risultato                                                              | Ospiti                                                                 | Competizione                                                           | Reti                                                                   | Note                                                                   |
| ---------------------------------------------------------------------- | ---------------------------------------------------------------------- | ---------------------------------------------------------------------- | ---------------------------------------------------------------------- | ---------------------------------------------------------------------- | ---------------------------------------------------------------------- | ---------------------------------------------------------------------- | ---------------------------------------------------------------------- |
| 5-9-2019                                                               | Gibuti                                                                 | Somalia                                                                | 1 – 0                                                                  | Zimbabwe                                                               | Qual. Mondiali 2022                                                    | -                                                                      |                                                                        |
| 10-9-2019                                                              | Harare                                                                 | Zimbabwe                                                               | 3 – 1                                                                  | Somalia                                                                | Qual. Mondiali 2022                                                    | -                                                                      |                                                                        |
| 7-12-2019                                                              | Kampala                                                                | Gibuti                                                                 | 0 – 0                                                                  | Somalia                                                                | Coppa CECAFA 2019                                                      | -                                                                      |                                                                        |
| 13-12-2019                                                             | Kampala                                                                | Burundi                                                                | 0 – 1                                                                  | Somalia                                                                | Coppa CECAFA 2019                                                      | -                                                                      |                                                                        |
| 15-12-2019                                                             | Kampala                                                                | Eritrea                                                                | 0 – 0                                                                  | Somalia                                                                | Coppa CECAFA 2019                                                      | -                                                                      | 61’                                                                    |
| Totale                                                                 |                                                                        | Presenze                                                               | 5                                                                      |                                                                        | Reti                                                                   | 0                                                                      |                                                                        |